# Liste des évêques d'Okigwe
Liste des évêques d'Okigwe
(Dioecesis Okigvensis)
L'évêché nigérian d'Okigwe est créé le 24 janvier 1981, par détachement de celui d'Umuahia (en).

## Sont évêques
- 24 janvier 1981-22 avril 2006 : Anthony Ilonu (Anthony Ekezia Ilonu)
- depuis le 22 avril 2006 : Solomon Amatu (Solomon Amanchukwu Amatu)

## Sources
- L'ANNUAIRE PONTIFICAL, sur le site http://www.catholic-hierarchy.org, à la page